# Joachim Witt
Joachim Witt, född 22 februari 1949 i Hamburg, Tyskland, är en tysk musiker och skådespelare.

## Biografi
Under 1980-talet var Witt, tillsammans med bland andra Nena och Falco, ett av de stora namnen inom Neue Deutsche Welle. I slutet av 1998 hade han en stor hit med låten "Die Flut", en duett med Peter Heppner.
Witts musikaliska ansats på albumen Bayreuth 1 (1998) och Bayreuth 2 (2000) företer ett visst släktskap med Rammsteins industrirock. Detta gäller bland annat låten "Und... ich lauf", som senare remixades av Oomph!.
Witt har, förutom Oomph!, samarbetat med bland andra Apocalyptica, Angelzoom, Tilo Wolff, Lacrimosa och Purwien.

## Diskografi

### Studioalbum
- 1980: Silberblick
- 1982: Edelweiss
- 1983: Märchenblau (WEA)
- 1985: Mit Rucksack und Harpune
- 1985: Moonlight Nights
- 1988: 10 Millionen Parties
- 1992: Kapitän der Träume
- 1998: Bayreuth Eins
- 2000: Bayreuth Zwei
- 2002: Eisenherz
- 2004: Pop
- 2006: Bayreuth Drei
- 2012: DOM
- 2014: Neumond

### Samlingsalbum
- 1996: Goldener Reiter
- 1998: Das Beste
- 2006: The Platinum Cellection
- 2007: Auf Ewig - Meisterwerke

### Singlar
- 1981: Goldener Reiter
- 1981: Kosmetik
- 1982: Herbergsvater
- 1983: Märchenblau
- 1983: Hörner in der Nacht
- 1984: Wieder bin ich nicht geflogen
- 1984: Das Supergesicht
- 1985: Blonde Kuh
- 1986: How will i know
- 1987: Mad News
- 1988: Engel sind zart
- 1988: Pet Shop Boy
- 1988: Der Tankwart heißt Lou
- 1989: Herbergsvater Mix '90
- 1990: Goldener Reiter -Thorsten Fenslau Remix
- 1991: Hallo Deutschland
- 1992: Das kann doch einen Seemann nicht erschüttern
- 1992: Restlos
- 1992: In die falsche Welt geboren
- 1992: Kapitän der Träume
- 1994: Goldener Reiter Remix '94
- 1995: Goldener Raver
- 1997: Das geht tief
- 1998: Die Flut
- 1998: Und ... ich lauf
- 1999: Das geht Tief
- 2000: Bataillon d'Amour
- 2002: Eisenherz
- 2002: Supergestört und Superversaut
- 2004: Erst wenn das Herz nicht mehr aus Stein
- 2005: Back In The Moment (med Angelzoom)
- 2006: Sternenlicht
- 2007: Alle Fehler (med Purwien)
- 2009: Dorian Hunter Theme
- 2012: Gloria
- 2013: Kein Weg zu weit (med Mono Inc.)
- 2014: Mein Herz